# ژولی دلپی
ژولی دلپی (به فرانسوی: Julie Delpy) (زاده ۲۱ دسامبر ۱۹۶۹) هنرپیشه، فیلم‌نامه‌نویس، خواننده، ترانه‌سرا و کارگردان فرانسوی-آمریکایی است.

## زندگی

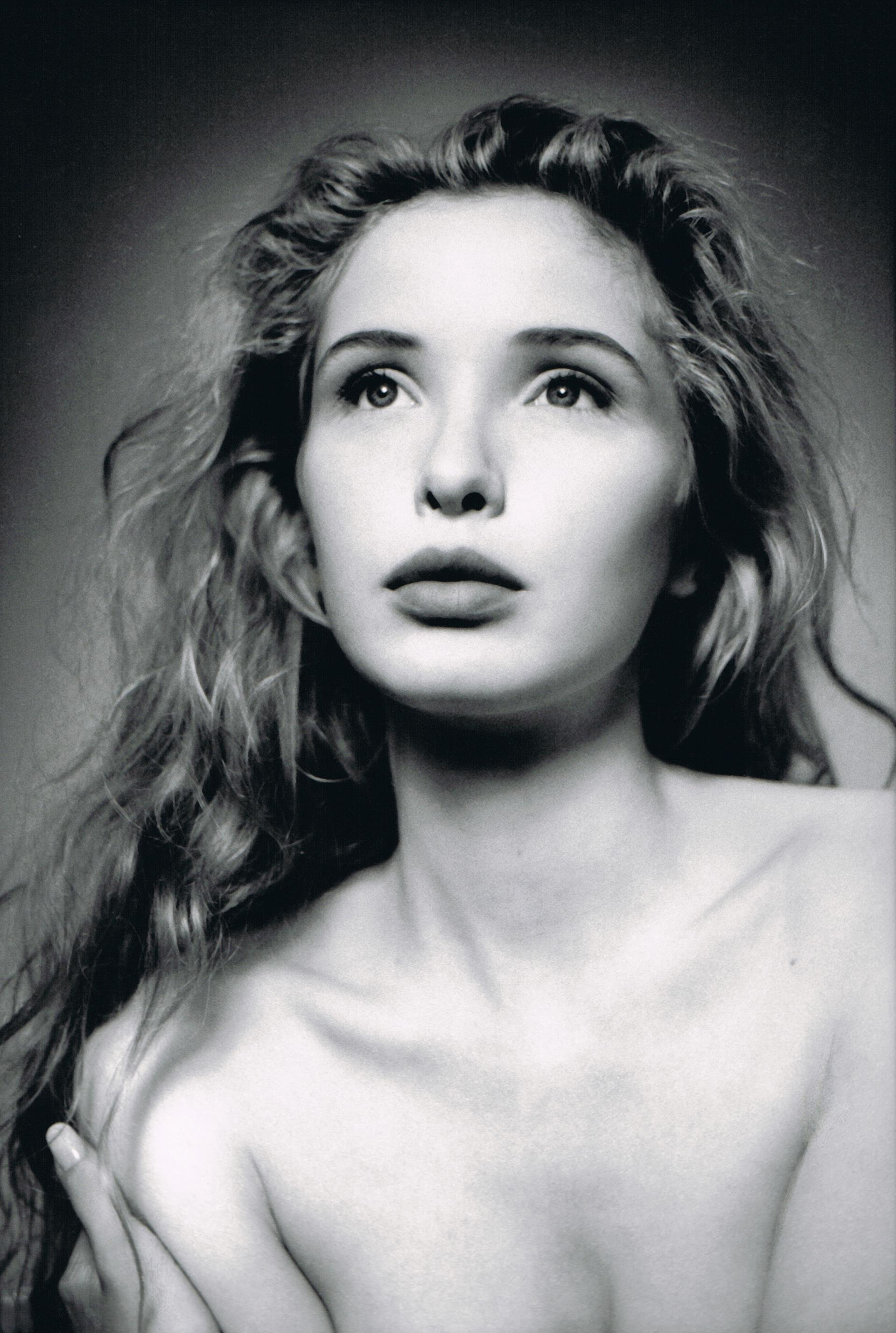
مانچینی جوان در کنار جوزپه گالدرسی در مسابقه میان بولونیا ویونتوس فصل ۱۹۸۲–۱۹۸۱

### کودکی و نوجوانی
دلپی در پاریس پایتخت فرانسه زاده شد. تنها فرزند آلبرت دلپی و ماریه پیلت که هر دوی آنها بازیگر بودند، پدر او کارگردان تئاتر نیز بود.

### بازیگری

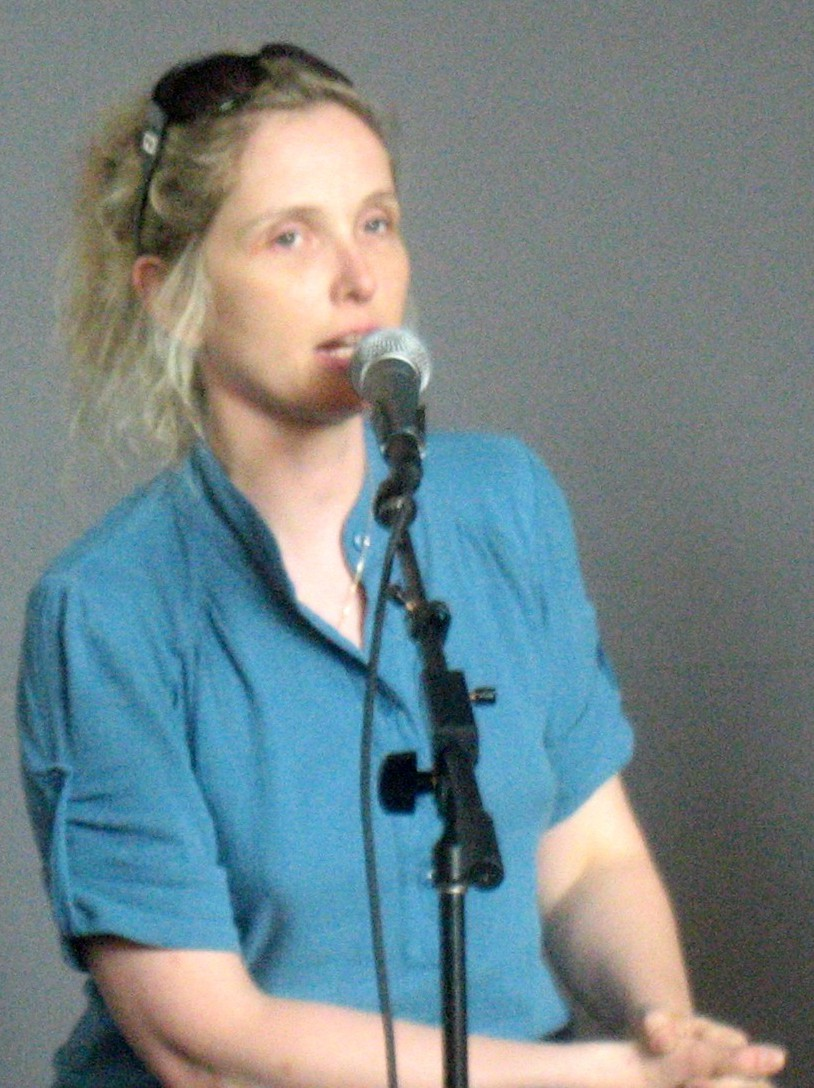
ژولی دلپی، ۱۹۹۱

دلپی در چهارده سالگی شرایط حضور در فیلم «کارآگاه» را پیدا کرد. دو سال بعد دلپی دومین فیلمش با نام «بیترایس» را بازی کرد. با اولین درآمدش برای تفریح به شهر نیویورک رفت.
در سال ۱۹۹۰ دلپی اولین فیلم بین‌المللی خود با نام اروپا اروپا را بازی کرد. او در این فیلم نقش یک دختر نازی را بازی کرد. در ۱۹۹۳ در سه‌رنگ: سفید اثر کریستف کیشلوفسکی نقش دومینیک را بازی کرد. او در ۲ بخش دیگر این سه‌گانه نیز حضور مختصری در همین نقش داشت.
پس از ورود دلپی به سینمای هالیوود در سال ۱۹۹۵، در کنار بازیگر معروف اتن هوک در فیلم پیش از طلوع به کارگردانی ریچارد لینکلیتر بازی کرد. او در قسمت دوم فیلم با نام پیش از غروب هم بازی کرد و نامزد جایزه آکادمی آوارد هم شد.
او همچنین در فیلم سه تفنگدار بازی کرده‌است.

### نویسندگی و کارگردانی
دلپی پس از تحصیل در دانشگاه نیویورک در رشته فیلم‌سازی تصمیم به نویسندگی و کارگردانی فیلم کوتاهی با نام «بله بله بله» کرد که در جشنواره فیلم ساندنس نمایش داده شد. پس ازآن فیملنامه‌ای با عنوان «دو روز در پاریس» را نوشت که توسط آدام گلدبرگ کارگردانی شد.

### موسیقی
دلپی یک موسیقی‌دان نیز هست. او در سال ۲۰۰۳ یک آلبوم موسیقی به زبان فرانسوی خواند که سه آهنگ آن در فیلم «پیش از غروب» پخش شد.

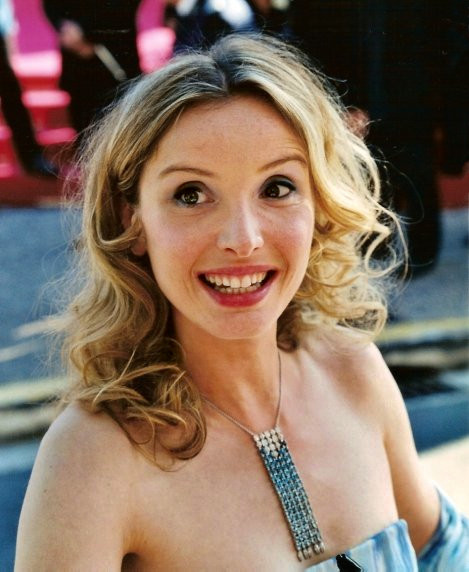
ژولی دلپی در جشنواره فیلم کن ۲۰۰۲

## فیلم‌شناسی
- پیش از طلوع
- پیش از غروب
- پیش از نیمه‌شب
- سه تفنگدار
- سه‌رنگ: سفید
- کارآگاه
- شاه لیر
- ماسه
- کنتس
- لولو
- لس آنجلس بدون نقشه
- اروپا اروپا
- جنایت و مکافات
- حقه
- فرانکنشتاین (مینی سریال)
- اما من
- جوان‌تر و جوان‌تر
- قلب‌های تقصیرکار
- زویی من
- ورشو، سال ۵۷۰۳
- مردان مجرد
- بررسی رابطه جنسی